# Lepidophyma dontomasi
Espèce
Synonymes
- Gaigeia dontomasi Smith, 1942

Statut de conservation UICN

 DD  : Données insuffisantes
Lepidophyma dontomasi est une espèce de sauriens de la famille des Xantusiidae.

## Répartition
Cette espèce est endémique de l'État d'Oaxaca au Mexique.

## Étymologie
Cette espèce est nommée en l'honneur du naturaliste Thomas Baillie MacDougall (1896–1973).

## Publication originale
- Smith, 1942 : Mexican herpetological miscellany. Proceedings of the United States National Museum, vol. 92, p. 349-395 (texte intégral).